# 사타케촌
사타케촌(佐竹村)은 이바라키현 구지군에 일찍이 존재했던 촌이다.  

## 지리
- 현재의 히타치오타시의 남부, 구 히타치오타시의 서부에 위치한다.
- 촌 지역인 아부쿠마 고원의 일부에 위치하며, 산이 많은 지형이다.

## 역사
- 1889년 4월 1일 - 정촌제 시행에 의해 구지군 사타케촌이 성립하였다.
- 1954년 7월 15일 -  하타소메촌, 니시오사와촌, 사키쿠촌, 혼다촌, 사토촌을 편입해 히타치오타 정으로 개칭하였고 시로 승격되어 히타치오타 시가 성립하여, 소멸하였다.

## 인구
| 1891년 | 2,676 |
| 1920년 | 2,777 |
| 1935년 | 2,849 |
| 1950년 | 3,623 |

## 교통

### 철도
- 일본국유철도 (→ 동일본 여객철도)
  - 스이군선

## 참고문헌
- 常陸太田市史編さん委員会編『常陸太田市史 通史編 下』、常陸太田市、1983年
- 角川日本地名大辞典編纂委員会『角川日本地名大辞典 8 茨城県』、角川書店、1983年 ISBN 4040010809